# مسرح الحرب الجنوبي لحرب الاستقلال الأمريكية
كان المسرح الجنوبي لحرب الاستقلال الأمريكية مسرحَ العمليات الحربية المركزي في النصف الثاني من حرب الاستقلال الأمريكية، أي من عام 1778 وحتى عام عام 1781. يشمل المسرح الحربي الجنوبي اشتباكاتٍ أبرزها في فرجينيا وجورجيا وكارولاينا الجنوبية. تألفت التكتيكات الحربية من المعارك الاستراتيجية وحرب العصابات.
خلال السنوات الثلاث الأولى من الحرب، أي بين عام 1775 و1778، وقعت المواجهات العسكرية الكبرى بين الجيش القاري والجيش البريطاني في مستعمرات نيو إنجلاند والمستعمرات الوسطى، حول مدنٍ مثل بوسطن ونيويورك وفيلادلفيا. عقب فشل حملة ساراتوغا، تخلّى الجيش البريطاني بشكل كبيرٍ عن عملياته العسكرية في الشمال، وسعى إلى التوصل لحلول سلمية عبر إخضاع المستعمرات الجنوبية. سيطرت حكوماتٌ وميليشيات وطنية على تلك المستعمرات قبل عام 1778، بالإضافة إلى تواجد الجيش القاري هناك، والذي لعب دورًا في الدفاع عن مدينة تشارلستون في كارولاينا الجنوبية عام 1776، وأخضع ميليشيات الموالين، وحاول إخراج البريطانيين من مستعمرة فلوريدا الشرقية الموالية بشدة للتاج الملكي البريطاني.
بدأ البريطانيون تطبيق «إستراتيجية الجنوب» في أواخر العام 1778 في جورجيا. حققت تلك الاستراتيجية نجاحًا في البداية، خاصة مع استيلاء البريطانيين على مدينة سافانا في جورجيا، ثم العمليات العسكرية التي قام بها الجيش البريطاني عام 1780 والتي أدت إلى هزيمة قوات الجيش القاري في تشارلستون وكامدن. في تلك الأثناء، أعلنت فرنسا (عام 1778) وإسبانيا (عام 1779) الحرب على بريطانيا العظمى دعمًا للولايات المتحدة. استولت إسبانيا على مستعمرة فلوريدا الغربية البريطانية، وانتهت بحصار بينساكولا عام 1781. أما فرنسا، فقدمت بدايةً الدعم البحري فقط للأمريكان خلال السنوات الأولى من إعلانها الحرب على بريطانيا، لكن في عام 1781، أرسلت فرنسا عددًا ضخمًا من الجنود ليلتحقوا بجيش الجنرال جورج واشنطن، ويزحفوا جميعًا نحو فرجينيا انطلاقًا من نيويورك. اتبع الجنرال ناثانيل غرين –الذي تزعّم قيادة الجيش القاري عقب كامدن –إستراتيجية التفادي والاستنزاف ضد البريطانيين. خاض الجيشان سلسلة من المعارك، كانت أغلبها معارك تكتيكية، لكن معظم تلك المعارك انتهت بنصر بيروسي (نصر باهظ الثمن تكبد فيه المُنتصر تكاليفًا هائلة) لبريطانيا. أدت تلك الخسارات الفادحة إلى إضعاف بريطانيا استراتيجيًا، بينما ظلّ الجيش القاري سليمًا بأكمله، وقادرًا على استكمال الحرب. بدا ذلك واضحًا في معركة غلفورد كورتهاوس. أدت عدة انتصارات أخرى للأمريكيين –مثل معركة رامسور ميل ومعركة كاوبينز ومعركة كينغز ماونتن –إلى إضعاف القوة العسكرية للجيش البريطاني. تُوّجت انتصارات الولايات المتحدة بحصار يورك تاون، والذي انتهى باستسلام الجنرال البريطاني اللورد كورنواليس في التاسع عشر من شهر أكتوبر عام 1781. كانت تلك آخر معركة كبرى في حرب الاستقلال الأمريكية. وبعد فترة قصيرة، بدأت المحادثات بين الولايات المتحدة وبريطانيا العظمى، والتي أفضت إلى معاهدة باريس عام 1783.

## العمليات الأولى، من عام 1775 وحتى عام 1778

### فرجينيا
كان الضباط البريطانيون يخلون مستعمراتهم فورًا عقب وصول الوطنيين وفرض سيطرتهم على تلك المستعمرات. لكن في فرجينيا، أصر الحاكم الملكي على البقاء. وأثناء حادثة البارود في العشرين من شهر أبريل عام 1775، أزال حاكم فرجينيا الملكي –اللورد دانمور –كلّ البارود المُخزن في وليامسبورغ ونقله إلى سفينة حربية بريطانية في نهر جيمس. لاحظ دانمور بروز اضطرابات في مستعمرته، وحاول حرمان ميليشيا فرجينيا من الحصول على الإمدادات اللازمة لبدء عصيانٍ أو تمرد. أجبرت الميليشيا الوطنية بقيادة باتريك هنري اللورد دانمور على دفع ثمن البارود. استمر دانمور بالاستيلاء على مخازن المعدات والمؤن العسكرية في الأشهر اللاحقة، لكن ميليشيا الوطنيين بدأت تدرك مخططات دانمور، وغالبًا ما كان أفرادها ينقلون المعدات قبل وصول دانمور.
أصدر دانمور منشور الإعتاق عام 1775، ووعد بتحرير العبيد الهاربين الذين قاتلوا إلى جانب البريطانيين عقب حادثة كيمبس لاندنغ في شهر نوفمبر، حينها قتلت قوات دانمور أفرادًا من ميليشيا الوطنيين واعتقلتهم. هزمت قوات الوطنيين قواتِ الموالين (من بينهم العبيد الهاربين الذين أدرجهم دانمور ضمن الكتيبة الإثيوبية) في معركة الجسر الكبير في التاسع من شهر ديسمبر. انسحب دانمور وقواته نحو السفن البحرية الملكية الراسية في نورفولك، فقصفت تلك السفن مدينة نورفولك وأحرقتها في الأول من شهر يناير عام 1776. أكملت قوات الوطنيين تدمير المدينة التي تحصّن الموالون فيها سابقًا. أُخرج دانمور من جزيرة في خليج تشيزبيك، ولم يعد بعدها إلى فرجينيا.

### جورجيا
ظلّ حاكم جورجيا الملكي، والذي يُدعى جيمس رايت، في منصبه الاسمي حتى شهر يناير من عام 1776، عندها وصلت سفنٌ بريطانية قرب سافانا، وشجعت لجنة السلامة المحلية على اعتقال رايت. اعتقد سكان جورجيا، الموالون والوطنيون على حد سواء، أن أسطول السفن قادمٌ ليوفر الدعم العسكري للحاكم، وأنها أُرسلت من طرف القوات البريطانية المُحاصَرة في بوسطن، ماساتشوستس، للحصول على الأرز والمؤن الأخرى. استطاع رايت النجاة من الاعتقال، ووصل إلى الأسطول البحري. في معركة قوارب الأرز خلال أوائل شهر مارس، غادر البريطانيون سافانا بنجاح مزودين بعدة سفنٍ تجارية تحمل المؤن والأرز.

### كارولاينا الجنوبية
انقسم سكان كارولاينا الجنوبية بين موالٍ ووطني عندما بدأت الحرب. كان سُكان الأراضي المنخفضة، أغلبهم في تشارلستون، ذوو آراء سياسية داعمة بقوة للوطنية، بينما كان الريف يحوي عددًا كبيرًا من المتعاطفين مع الملكية. بحلول شهر أغسطس من عام 1775، كان الجانبان يجندان الميليشيات. وفي شهر سبتمبر، احتلت ميليشيا الوطنيين حصن جونسون، وهو أهم وأكبر حصن دفاعي في تشارلستون، فاضطر الحاكم وليام كامبيل إلى الفرار نحو سفينة ملكية في المركز.
استحوذ الموالون على شحنة من البارود والرصاص كانت متجهة لشعب الشيروكي، ما أدى إلى تصاعد التوتر، والذي أدى بدوره إلى الحصار الأول لبلدة ناينتي سيكس الواقعة ضمن القسم الغربي من كارولاينا الجنوبية في أواخر شهر نوفمبر. تجاوز عدد المجندين الوطنيين عدد أقرانهم من الموالين، وبدأت حملة كُبرى (دُعيت بحملة الثلج، بسبب التساقط الثلجي الكثيف وغير المعتاد) ضمت نحو 5000 جندي وطني تحت قيادة الكولونيل ريتشارد ريتشاردسون، ونجحت في اعتقال -أو إزاحة- معظم قادة الموالين. هرب الموالون إما نحو فلوريدا الشرقية أو نحو أراضي الشيروكي. انتفض فصيلٌ من الشيروكي، يُعرف بـ تشيكاموغا، دعمًا للبريطانيين والموالين عام 1776. لكنهم تعرضوا للهزيمة في نهاية المطاف على يد قوات الميليشيا القادمة من كارولاينا الشمالية والجنوبية.
كان امتلاك ميناءٍ للتزود بالمعدات والرجال ضرورة حاسمة للبريطانيين في محاولاتهم لاستعادة السيطرة على الجنوب الأمريكي. لذلك، أعدّ البريطانيون بعثة لإنشاء ميناءٍ قوي في مكانٍ ما ضمن المستعمرات الجنوبية، وأرسلوا القادة العسكريين لتجنيد جيوشٍ من الموالين في كارولاينا الشمالية. تأخرت البعثة كثيرًا حتى غادرت أوروبا. أما قوات الموالين التي جُنّدت، فهُزمت هزيمة نكراء في معركة موورز كريك بريدج في أواخر شهر فبراير من عام 1776. عندما وصل الجنرال هنري كلينتون إلى كيب فير ضمن كارولاينا الشمالية في شهر مايو، وجد أن الظروف هناك لا تسمح أبدًا بإنشاء مركز قوي. في المقابل، عثرت البحرية الملكية أثناء استكشافها المنطقة على مدينة تشارلستون، والتي كانت دفاعاتها غير جاهزة وبدت ضعيفة، وكانت بذلك مكانًا ملائمًا لإنشاء قاعدة بريطانية. في شهر يونيو من عام 1776، قاد كلينتون والأميرال السير بيتر باركر حملة على حصن سوليفان، والذي كان مصممًا لحراسة مرفأ تشارلستون.
تبيّن أن كلينتون فشل بإجراء استطلاع واستكشاف كاملٍ للمنطقة. فعندما رست قواته المؤلفة من 2200 رجل على جزيرة لونغ (جزيرة متاخمة لجزيرة سوليفان التي يتموضع عليها الحصن)، وجدوا قناة مائية تفصل بين الجزيرتين، وكانت القناة عميقة جدًا وغير قابلة للعبور. لكن بدلًا من الصعود على متن السفن والعودة، قرر كلينتون الاعتماد على قوات البحرية لتدمير الحصن، والذي عُرف لاحقًا باسم حصن مولتري. لم تكن القوة النارية لسفن البحرية البريطانية تؤثر بشدة على الجذوع الإسفنجية لشجر البلميط، والتي شكّلت معظم دفاعات الحصن، لذا فشل القصف في تحقيق الهدف المرجو منه. كان الفشل مُخزٍ، واضطر كلينتون إلى إيقاف الحملة على كارولاينا الشمالية والجنوبية. نشب جدالٌ بين كلينتون وباركر بعد محاولة قصف الحصن، وتبادل كلاهما الاتهمامات، فحمّل كلٌ منهما الآخرَ مسؤولية هذا الفشل. يُقال أن الجنوب خسر جراء فشل الهجوم على تشارلستون في عام 1776، فأدى ذلك إلى قطع الإمدادات عن الموالين لثلاثة أعوام، بينما استمر ميناء تشارلستون بتوفير الدعم للأمريكيين الثوريين حتى عام 1780.